# Olivier Carré (sociologue)
Pour les articles homonymes, voir Olivier Carré et Carré (homonymie).
Olivier Carré, né le 25 mars 1935 dans le 14e arrondissement de Paris, est un politologue et sociologue français spécialiste du monde arabe. Il est chercheur au Centre d'études et de recherches internationales (CÉRI).
Il s'intéresse tout particulièrement au nationalisme arabe et à l'islamisme.

## Publications
- L’idéologie palestinienne de résistance, [Où ?] 1972.
- Le Proche-Orient entre la guerre et la paix, Epi, 1974.
- Le Mouvement national palestinien, Gallimard, 1977.
- La légitimation islamique des socialismes arabes : analyse conceptuelle combinatoire de manuels scolaires égyptiens, syriens et irakiens, Presses de la FNSP, 1979.
- 1970. Septembre noir : refus arabe de la résistance palestinienne, Complexe, Bruxelles, 1980.
- L'Islam et l'État dans le monde d'aujourd'hui, (sous la dir), PUF, 1982
- Les Frères musulmans : Égypte, Syrie (1928-1982) (avec G. Michaud alias Michel Seurat), Gallimard, 1983 (rééd. l'Harmattan 2001).
- Islam : guerre à l'Occident ? (avec Claire Brière), éditions Autrement, 1983.
- Mystique et politique : lecture révolutionnaire du Coran par Sayyid Qutb, frère musulman radical, Presses de la FNSP & Cerf, 1984.
- Radicalismes islamiques, t. 1 1985, t. 2 1986 (sous la direction, avec la collaboration de Paul Dumont, Michel Seurat et al.)
- « Quelques mots-clefs de Muhammad Husayn Fadlallâh », in Revue française de science politique, 1987
- (en) Islam and the State in the World Today. Manohar, New Dehli, 1987 (trad. du livre de 1982).
- L'Orient arabe aujourd'hui, Complexe, Bruxelles, 1991.
- L'Utopie islamique dans l'Orient arabe, Presses de Sciences Po, 1991.
- L'Islam laïque ou Le retour à la Grande tradition, Armand Colin, 1993.
- Fî zilâl al-qur’ân : ru’ya istishrâkiyya fransiyya (…. Point de vue orientaliste français), trad. M.R. ‘Ajâj, ed. Al-zahrâ’, Le Caire, 1993.
- « Islam et musulmans en Europe », (avec Mohsine El Ahmadi), in Jean Baubérot (dir.), Religions et laïcité dans l'Europe des douze, Éditions Syros, Paris, 1994
- Le nationalisme arabe, Fayard, 1994 (nouvelle éd. Payot Poche 2004).
- (en) Mysticism and Politics: A Critical Reading of Fi Zilal Al- Qur'an by Sayyid Qutb (1906-1966), transl. Carol Artigues, W. P. Shepard, Brill Academic Publishers 2003.
- Mystique et politique : le Coran des islamistes ; commentaire coranique de Sayyid Qutb (1906–1966), nouvelle édition corrigée et augmentée de trois chapitres et d'un livret de textes choisis traduits, Cerf, 2004 (en appendice, le lecteur trouvera un choix de textes éclairant Fî zilâl al-qur'an "À l'ombre du Coran").
- Réédité sous le titre Le Coran des islamistes. Lecture critique de Sayyid Qutb | 1906-1966, Paris, Cerf, 2021, 381 p.  (ISBN 978-2-204-14655-5)